# الهادي شاكر

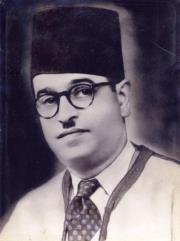
الهادي شاكر

الهادي شاكر ولد عام 1907 بمدينة صفاقس بالجنوب التونسي واغتيل في 13 سبتمبر /أيلول 1953 بمدينة نابل.

## جذوره وتكوينه
- ينحدر من عائلة من أعيان صفاقس، إذ كان والده الحاج محمود شاكر من أكبر تجار الجملة بالمدينة.
- درس بمسقط رأسه ثم اتجه إلى تونس العاصمة حيث أحرز على دبلوم التجارة من المدرسة العلوية.

## الوطني
- بدأ الهادي شاكر حياته السياسية في مطلع الثلاثينات إذ كان أحد مؤسسي الحزب الحر الدستوري الجديد عام 1934 وممثله بمدينة صفاقس بعد ذلك. ثم ونتيجة تحركاته في الاحتجاج على اعتقال زعماء الحزب في سبتمبر 1934، ألقي عليه القبض في جانفي/كانون الثاني 1935 ونفي إلى مطماطة ثم برج البوف، ولم يطلق سراحه إلا في ربيع عام 1936.
- كما ألقي عليه القبض غداة أحداث أفريل /نيسان 1938، ونفي إلى تبرسق ثم سجن سان نيكولا مع أبرز زعماء الحزب الدستوري الجديد، وأطلق سراحه في عام 1943. فعاد إلى سالف نشاطه الوطني ليترأس الشعبة الدستورية بمسقط رأسه إلى غاية سنة 1950.
- ترأس المؤتمر الرابع للحزب الدستوري الجديد الذي انعقد في السرية يوم 18 جانفي/كانون الثاني 1952 ، وهو نفس اليوم الذي ألقي فيه القبض على رئيس الحزب الحبيب بورقيبة . وما لبث أن ألقي عليه القبض هو أيضا ونفي إلى طبرقة ثم رمادة فجربة فتطاوين. وغادر السجن في ماي /أيار 1953 ليقع إبعاد إلى نابل.

## اغتياله
اغتيل الهادي شاكر وهو في منفاه بمدينة نابل في 13 سبتمبر / أيلول 1953. كانت المجموعة المنفذة للاغتيال هي عصابة تونسية وكان الهدف الظاهر من تلك العملية الثأر من اغتيال أحد أقاربها وهو الشيخ أحمد بالقروي، إلا أن أغلب الظن أن المحرك الفعلي لتلك المجموعة هي عصابة اليد الحمراء وعلى رأس المحرضين المراقب المدني الفرنسي بصفاقس آنذاك غانتاس.

## تخليدا لذكراه
تخليدا لذكراه أطلق اسمه على أنهج وشوراع وساحات عامة بمختلف مدن البلاد وعلى العديد من المؤسسات ومن أهمها: المستشفى الجامعي بصفاقس، ومعهد ثانوي بنفس المدينة، ومدرسة بمكثر. تولى شقيقه الصغير عبد المجيد شاكر وابنه محمد شاكر الوزارة في عهد الرئيس الحبيب بورقيبة.